# Duomo di Milano

Duomo di Milano är Milanos gotiska katedral, säte för den romersk-katolska kyrkans ärkebiskop i Milano och ett av Italiens nationalmonument. Den är 157 meter lång och rymmer 40 000 människor och är därmed den näst största gotiska katedralen i världen; endast katedralen i Sevilla är större. Katedralen började byggas 1386. Bygget har hållit på under mer än fem århundraden, men har på ett sätt aldrig blivit färdigt, då byggandet konstant fortsätter. 
Katedralen har 3 500 statyer av helgon, djur och monster. Den har 135 torn av olika höjd.